# Dwight Yorke
Dwight Yorke (3. listopadu 1971 Canaan) je bývalý profesionální fotbalista z Trinidadu a Tobaga, který hrával na pozici útočníka. Svoji hráčskou kariéru ukončil v roce 2009 v dresu anglického klubu Sunderland AFC. Mezi lety 1989 a 2009 odehrál také 72 zápasů v dresu reprezentace Trinidadu a Tobaga, ve kterých vstřelil 19 branek.

## Klubová kariéra
V roce 1999 vyhrál s Manchesterem United Ligu mistrů a byl vyhlášen nejlepším hráčem anglické ligy. V minulosti nastupoval i za Aston Villu, Birmingham, Blackburn, Sydney FC, Sunderland AFC, Tobago United FC.

## Reprezentační kariéra
Svou zemi reprezentoval na Mistrovství světa 2006 v Německu, kde nevynechal ani minutu. Bylo to vůbec první MS, kam se jeho vlast probojovala.